# Bolbocaffer littorale
Bolbocaffer littorale är en skalbaggsart som beskrevs av Hermann Julius Kolbe 1894. Bolbocaffer littorale ingår i släktet Bolbocaffer och familjen Bolboceratidae. Inga underarter finns listade.